# Jacques Charles René Duchesne

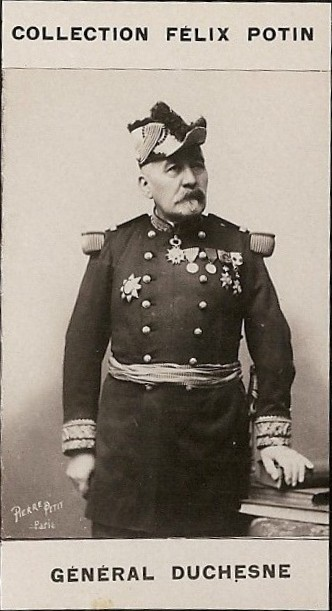
General Jacques Charles René Duchesne

Jacques Charles René Achille Duchesne (* 3. März 1837 in Sens, Département Yonne; † 27. April 1918 in Saint-Hilaire-les-Andrésis) war ein französischer General.
Duchesne wurde 1864 zum Hauptmann befördert und nahm mit diesem Dienstgrad im August 1870 an der Schlacht bei Spichern teil. Nach der Übergabe von Metz kam er als Kriegsgefangener nach Deutschland. 1883 wurde er nach Tongking gesandt und zeichnete sich dort durch die Einnahme Bắc Ninhs und Hưng Hóas aus. 1884 wurde Duchesne zum Oberst ernannt und übernahm den Oberbefehl über die Landungstruppen gegen Formosa (der frühere Name Taiwans) im Chinesisch-Französischen Krieg. 
Nach seiner Rückkehr nach Frankreich wurde er 1888 Brigade- und 1893 Divisionsgeneral. Im Dezember 1894 ernannte man ihn zum Oberbefehlshaber der nach Madagaskar entsandten Streitkräfte. Dort drang er am 30. September 1895 in Tananarive ein und zwang die Königin zur Anerkennung der französischen Schutzherrschaft. Nach seiner Rückkehr nach Frankreich im März 1896 übernahm er den Oberbefehl des 5. Armeekorps in Orléans und 1899 über das 7. Armeekorps in Besançon. 1900 wurde er in den Obersten Kriegsrat berufen.
| Personendaten    | Personendaten                          |
| ---------------- | -------------------------------------- |
| NAME             | Duchesne, Jacques Charles René         |
| ALTERNATIVNAMEN  | Duchesne, Jacques Charles René Achille |
| KURZBESCHREIBUNG | französischer General                  |
| GEBURTSDATUM     | 3. März 1837                           |
| GEBURTSORT       | Sens, Département Yonne                |
| STERBEDATUM      | 27. April 1918                         |
| STERBEORT        | Saint-Hilaire-les-Andrésis             |